# Франса
Франсоалдо Сена де Соуза (порт. Françoaldo Sena de Souza; 2 марта 1976, Кодо), более известный под именем Франса (порт. França) — бразильский футболист, нападающий. Выступал за сборную Бразилии.

## Карьера
Франса начал свою карьеру в 1993 году в клубе «Насьонал» из Манауса, затем играл за клуб «XV ноября» из Жау, а в конце 1995 года заключил контракт с «Сан-Паулу». Год 1996 был для Франсы не очень удачным, он провёл за клуб лишь 8 матчей, чаще оказываясь в запасе команды. Однако со временем он смог завоевать место в основе клуба и провёл за 6 лет в команде 323 матча в которых отличился 182 раза (0,56 голаз а игру — 11 показатель в истории клуба). С «Сан-Паулу» Франса выиграл две Паулисты, в обоих из которых он становился лучшим бомбардиром турнира и Турнир Рио-Сан-Паулу в 2001 году, в котором он также был лучшим бомбардиром. Игра Франсы произвела впечатление на тренером бразильской сборной, в которой он дебютировал 23 мая 2000 года с Уэльсом и провёл в майке национальной команды 8 матчей и забил 1 мяч — 27 мая 2000 года в ворота Англии. В 2002 году, когда Франса стал во второй раз лучшим бомбардиром турнира Рио-Сан-Паулу с 19-ю мячами, в полуфинале соревнования с «Коринтиансом», он получил тяжелую траму колена, которая не позволила ему поехать на Чемпионат мира по футболу 2002, в котором сборная Бразилии стала чемпионом мира.
В 2002 году Франса, восстановившийся после травмы, перешёл в клуб «Байер-04» за 8,5 млн евро, эта покупка стала самой дорогой в истории клуба. В первый сезон в команде Франса забил лишь 1 мяч в 15-ти матчах, за что пресса стала обвинять немецкий клуб в самой неудачной покупке в истории команды. В следующем году Франса забил уже больше, 14 мячей в 33 матчах, но уже в сезоне 2004-2005 Франса потерял место в стартовом составе команды, проиграв паре форвардов Бербатов—Воронин. В августе 2005 года Франса за 2,5 млн евро перешёл в японский клуб «Касива Рейсол».

## Клубная статистика
| Сезон   | Клуб          | Страна   | Лига | Игры | Голы | Гол. Пасы |
| ------- | ------------- | -------- | ---- | ---- | ---- | --------- |
| 1996    | Сан-Паулу     | Бразилия | 1    | 8    | 1    | ?         |
| 1997    | Сан-Паулу     | Бразилия | 1    | 15   | 3    | ?         |
| 1998    | Сан-Паулу     | Бразилия | 1    | 22   | 8    | ?         |
| 1999    | Сан-Паулу     | Бразилия | 1    | 22   | 18   | ?         |
| 2000    | Сан-Паулу     | Бразилия | 1    | 16   | 8    | ?         |
| 2001    | Сан-Паулу     | Бразилия | 1    | 23   | 12   | ?         |
| 2002–03 | Байер-04      | Германия | 1    | 15   | 1    | 0         |
| 2003–04 | Байер-04      | Германия | 1    | 33   | 14   | 13        |
| 2004–05 | Байер-04      | Германия | 1    | 22   | 6    | 2         |
| 2005    | Касива Рейсол | Япония   | 1    | 3    | 0    | 0         |
| 2006    | Касива Рейсол | Япония   | 2    | 28   | 4    | 10        |
| 2007    | Касива Рейсол | Япония   | 1    | 25   | 8    | 7         |
| 2008    | Касива Рейсол | Япония   | 1    | 19   | 4    | 5         |
| 2009    | Касива Рейсол | Япония   | 1    |      |      |           |

## Достижения

### Командные
- Обладатель кубка КОНМЕБОЛ: 1996
- Чемпион штата Сан-Паулу: 1998, 2000
- Обладатель межконтинентального кубка: 1999
- Чемпион турнира Рио-Сан-Паулу: 2001

### Личные
- Лучший бомбардир штата Сан-Паулу: 1998 (12 голов), 1999 (18 голов)
- Лучший бомбардир турнира Рио-Сан-Паулу: 2001 (6 голов), 2002 (19 голов)